# Arborophila rufogularis
Az Arborophila rufogularis a madarak osztályának tyúkalakúak (Galliformes) rendjébe és a fácánfélék (Phasianidae) családjába tartozó faj.

## Rendszerezése
A fajt Edward Blyth angol zoológus írta le 1850-ben, az Arboricola nembe Arboricola rufogularis néven.

## Alfajai
- Arborophila rufogularis annamensis (Robinson & Kloss, 1919)
- Arborophila rufogularis euroa (Bangs & J. C. Phillips, 1914)
- Arborophila rufogularis guttata Delacour & Jabouille, 1928
- Arborophila rufogularis intermedia (Blyth, 1855)
- Arborophila rufogularis rufogularis (Blyth, 1849)
- Arborophila rufogularis tickelli (Hume, 1880)[2]

## Előfordulása
Banglades, Bhután, Kína, India, Laosz, Mianmar, Nepál, Thaiföld és Vietnám területén honos. A természetes élőhelye szubtrópusi és trópusi síkvidéki és hegyi esőerdők, valamint nedves cserjések.

## Megjelenése
Testhossza 26-29 centiméter, a hím testtömege 325-430 gramm, a tojóé 261-386 gramm.

## Külső hivatkozás
- Képek az interneten a fajról
- Internet Bird Collection - videók a fajról